# Alberto Sironi (regista)
Alberto Sironi (Busto Arsizio, 7 agosto 1940 – Assisi, 5 agosto 2019) è stato un regista italiano, sporadicamente è stato attivo anche come sceneggiatore e attore.

## Biografia
Nato a Busto Arsizio il 7 agosto 1940, si forma alla scuola d'arte drammatica del Piccolo Teatro di Milano, guidata da Giorgio Strehler e Paolo Grassi. Dopo diverse esperienze teatrali al Piccolo, negli anni settanta comincia a collaborare con la Rai per la quale realizza alcune inchieste in Italia e all'estero. Collabora con le redazioni sportive, in particolare con Beppe Viola.
Nel 1978 è sceneggiatore e regista di due telefilm tratti dalla raccolta di racconti Il centodelitti di Giorgio Scerbanenco.
Tra il 1987 e il 1990 scrive il soggetto originale della serie televisiva Eurocops e ne dirige tre episodi. Nel 1995 dirige per la Rai Il grande Fausto, miniserie televisiva biografica in due puntate su Fausto Coppi. Contemporaneamente scrive e dirige alcuni sceneggiati radiofonici, tra cui Rimorsi, in ottanta puntate. Sempre per la Rai dirige nel 1998 Una sola debole voce.
Dalla fine degli anni novanta è il regista della serie televisiva prodotta dalla Rai Il commissario Montalbano, ispirata ai romanzi di Andrea Camilleri, il primo episodio va in onda nel 1999 e segna la fortuna del regista e del protagonista da lui scelto, Luca Zingaretti. Sempre lui ha l'intuizione di puntare il tutto per tutto sulla figura privata del commissario, non tanto su quella istituzionale, ridisegnando l'immaginario collettivo delle forze dell'ordine.  Nonostante la provenienza lombarda Sironi è sempre stato innamorato della Sicilia, che ha definito come una seconda casa.  Sironi è stato il regista della serie Il commissario Montalbano ininterrottamente dall'episodio numero 1 fino all'episodio numero 36, girato poco prima della sua morte e distribuito dopo di essa.
Sempre sul tema del giallo italiano, dirige nel 2005 due film televisivi basati sui romanzi thriller legali di Gianrico Carofiglio e prodotti dalla Mediaset: L'avvocato Guerrieri - Testimone inconsapevole e L'avvocato Guerrieri - Ad occhi chiusi.
È anche il regista di altre miniserie televisive prodotte dalla Rai: Il furto del tesoro, basata su un soggetto originale degli autori Laura Toscano e Franco Marotta; Salvo D'Acquisto, basata sulla biografia di un militare italiano eroe della seconda guerra mondiale; e inoltre Pinocchio, una trasposizione audiovisiva del celebre romanzo dell'autore Carlo Collodi.
Muore ad Assisi il 5 agosto 2019, due giorni prima del suo 79º compleanno, dopo una lunga malattia.

## Filmografia

### Regista
- Quattro delitti – miniserie TV, 2 episodi (1979)
- Poco a poco – miniserie TV, 2 episodi (1980)
- Eurocops – serie TV, 5 episodi (1987-1990)
- Il commissario Corso – miniserie TV,  4 episodi di 13 (1991)
- Il grande Fausto – miniserie TV (1995)
- Una sola debole voce – film TV (1999)
- Il commissario Montalbano – serie TV, 36 episodi (1999-2020; un episodio postumo)
- Il furto del tesoro – miniserie TV (2000)
- Salvo D'Acquisto – miniserie TV (2003)
- Virginia, la monaca di Monza – miniserie TV (2004)
- L'avvocato Guerrieri - Ad occhi chiusi – film TV (2004)
- L'avvocato Guerrieri - Testimone inconsapevole – film TV (2007)
- Pinocchio – miniserie TV (2008)
- Eroi per caso – miniserie TV (2011)

### Sceneggiatore
- Quattro delitti – miniserie TV (1979)
- Eurocops – serie TV, 2 episodi (1988-1990)
- Il grande Fausto – miniserie TV (1995)

### Attore
- I persiani, regia di Dimitris Rontiris – film TV (1967)
- Stanno tutti bene, regia di Giuseppe Tornatore (1990)
- Strada provinciale delle anime, regia di Gianni Celati – documentario (1991)
- Una pura formalità, regia di Giuseppe Tornatore (1994)
- Il mondo di Luigi Ghirri, regia di Gianni Celati – documentario (1999)
- Case sparse. Visioni di case che crollano, regia di Gianni Celati – documentario (2003)